# Gleb Sergejevitsj Medvedev
Gleb Sergejevitsj Medvedev (Russisch: Глеб Сергеевич Медведев) (Askania-Nova, 21 januari 1931 - Sint Petersburg, 23 september 2009) was een Russisch entomoloog.
Medvedev werd geboren op 21 januari 1931 in het Askania-Nova-natuurreservaat. Zijn vader was Sergej Ivanovitsj Medvedev, ook een bekend Russisch entomoloog. In 1950 ging hij biologie studeren aan de Universiteit van Charkov. Toen hij afgestudeerd was, vervolgde hij zijn studie bij het Zoölogisch Instituut van de Russische Academie van Wetenschappen in Leningrad en in 1965 werd hij hoofd van het Laboratorium van Insecten Systematiek van dezelfde academie. In 1981 promoveerde hij en 4 jaar later werd hij voorzitter van de Russische Vereniging voor Entomologie. Hij is auteur van meer dan 200 publicaties over de taxonomie, fylogenie, biodiversiteit en zoögeografie van zwartlijfkevers (Tenebrionidae) en was tevens een expert in mestkevers. Hij beschreef meer dan 250 nieuwe soorten kevers en er zijn een groot aantal kevers naar hem vernoemd in zijn eer.
- Bibsys: 90379640
- Bibliothèque nationale de France: cb13484657h (data)
- CiNii: DA04111171
- Gemeinsame Normdatei: 1089838263
- International Standard Name Identifier: 0000 0000 6308 3668
- Library of Congress Control Number: n80139648
- Nationale Bibliotheek van Letland: 000188926
- Nationale Bibliotheek van Tsjechië: mub20191023015
- Nationale bibliotheek van Australië: 35950859
- Nederlandse Thesaurus van Auteursnamen: 070277737
- Système universitaire de documentation: 03557545X
- Trove: 1159696
- Virtual International Authority File: 2623330
- WorldCat: E39PBJcgwXcHjqrXcQMPwgtxjC